# Fritiof Hagberg
Fritiof Hagberg, född 19 maj 1996, är en norsk bandyspelare.

## Biografi
Hagberg inledde sin karriär i Hauger Bandys ungdomsakademi, innan han flyttade till Sverige och Sandviken för en treårig gymnasieutbildning med inriktning mot bandy.
2013 vann Hagberg guld med sitt SAIK i både P18 och P20 i den svenska ungdomsserien. 2014 gjorde han A-landslagsdebut för Norge i VM. Tidigare har han representerat P17- och P19-landslaget. Året efter sin gymnasieutbildning i Sandviken skrev Hagberg på två år för Broberg/Söderhamn i Elitserien. Andra säsongen i Broberg/Söderhamn drabbades Hagberg av två nyckelbensbrott som fick honom att missa en stor del av säsongen.
Hagberg representerar fortfarande det norska bandylandslaget och skrev 2017 på för två nya år med Söderhamnsklubben.
| Säsong | Matcher | Assist | Mål |
| ------ | ------- | ------ | --- |
| 15/16  | 26      | 5      | 3   |
| 16/17  | 17      | 1      | 1   |
| 17/18  |         |        |     |